# Rapaces (bande dessinée)
Pour les articles homonymes, voir Rapace (homonymie).
Rapaces est une série de bande dessinée publiée par Dargaud. Écrite par Jean Dufaux et dessinée par Enrico Marini, le premier tome sort en 1998. Le premier cycle se termine en 2003 avec le quatrième tome. Un numéro hors-série l'accompagne en 2006.

## Synopsis
À New York, Le lieutenant de police Vicky Lenore et son coéquipier Spiaggi enquêtent sur une série de meurtres, caractérisés par le message « Votre règne s'achève ». A priori, rien ne relie les morts entre eux.
Leur rencontre avec un frère et une sœur (Drago et Camilla, les enfants de Don Molina), les  « rapaces » tout de cuir vêtus, les fera basculer en dehors du destin du commun des mortels. Drago et Camilla sont les descendants d'une longue lignée de vampires et leur père, décédé de mort violente, était le seul de son espèce à s'opposer au changement vis-à-vis des humains. Depuis, les vampires jusque-là immortels sont rendus vulnérables par un kyste derrière l'oreille.

### Album 1
Plusieurs meurtres ont lieu dans New York, Vicky Lenore et Spiaggi enquêtent sur ces crimes dont toutes les victimes ont été vidées de leur sang pour écrire à proximité en lettres de sang le message Your kingdom is doomed (Votre règne s'achève) et une « aiguille » ayant crevé le kyste (sorte de grosseur derrière l'oreille droite).
Cette « grosseur » est une marque de faiblesse qui apparaît chez les « vampires » ayant voulu devenir maîtres du jour alors qu'ils étaient déjà maîtres de la nuit. Ce mouvement a été proposé il y a longtemps par le « chef suprême » de ces vampires, Don Miguel Y Certa ; seul Don Molina refusait ce mouvement et rentra chez lui pour abriter ses enfants, encore jeunes, Drago et Camilla. Et il avait eu raison car peu de temps après, des serviteurs du Grand Conseil attaquèrent le château de Don Molina pour en exterminer tous les habitants.
Les vampires se servent des boîtes de nuit THE LOST DOGS comme petits "QG". Ces boîtes appartiennent à Blasetti, vampire contrôlant tout le quartier Nord.
Vicky se rend dans une de ces boîtes pour y coincer Barnes, flic et vampire couchant parfois avec elle. Mais Vicky est assommée et ligotée. Figges, chef de la police et lui aussi vampire, arrive avec un homme armé d'un lance-flammes mais pour effacer les preuves et tuer Vicky, Barnes répand de l'alcool partout pendant que l'homme au lance-flammes tire sur Figges, faisant enflammer la boîte.
Spiaggi arrive à temps pour sauver Vicky mais le sol se dérobe sous leurs pieds et ils atterrissent dans une nécropole remplie de cercueils vides. Vicky et Spiaggi vont se cacher dans une planque et tout le monde les croit morts.

### Album 2
Lenore et Spiaggi se rendent dans la boîte THE LOST DOGS où se trouve Barnes pour le coincer. Mais Barnes parvient à leur échapper et essaie de s'enfuir en passant par les toits. Arrivé au toit de la boîte, Barnes fait un énorme saut et arrive sur le toit d'un autre bâtiment. Drago et Camilla apparaissent et tuent Barnes, sous le regard de Vicky.
Le Grand Conseil des vampires retrouve Aznar Akeba, un personnage mystérieux n'ayant connu son père. Do Santo, le président du Grand Conseil, explique à Aznar l'histoire avec la rébellion de Don Molina contre le nouveau mouvement proposé par Don Miguel Y Certa. Puis Do Santo confie une épée magique à Aznar, l'Epée des Molina, dans le but qu'il tue Drago et Camilla. Des nouveaux vampires meurent, morts de maladies du sang, leucémies par exemple, ce qui marque une fois de plus la faiblesse croissante des Vampires.
Drago et Camilla essaient de faire passer Vicky de leur côté, même s'ils traquent le même "gibier" et peu après, Newton, le frère de Vicky, amène sa propre sœur dans un piège et la livre ensuite à la police...

### Album 3
Dans les sous-sols de la ville, un pasteur envoyé pour exterminer la race des vampires découvre une bande de gamins cachés, luttant contre la race des immortels. Ils se joint à eux.
Camilla et Drago poursuivent leur ascension de meurtres, leur victime est cette fois le maire. La cible finale se rapproche...
Tandis qu'Aznar prend peu à peu conscience de ses pouvoirs de vampire, Vicky se retrouve emprisonnée par le Conseil des vampires, reléguée à l'état de bête de zoo. Spiaggi parvient à retrouver sa trace et à la libérer.
Elle retrouve ensuite Drago et Camilla, mais ils sont surpris par Aznar, l'épée à la main, prêt à les tuer. Il blesse Camilla et manque de tuer Drago mais se fait finalement assommer. Revenu à lui, enchaîné, il se retrouve face à Drago, qui lui déclare être son père.
Le libérant, il lui offre de choisir son camp...

### Album 4
Continuant son extermination, Drago s'attaque cette fois à la famille de Vicky qui, entre-temps, s'est détachée de Camilla. Elle se rapproche peu à peu d'Aznar, au grand dam de Spiaggi qui a fini par la rejoindre. Il est suivi de la police dirigée par Do Santo.
Tandis que Vicky s'enfuit, Aznar se livre, après lui avoir confié l'épée des Molina. Mais sur les toits, Vicky est rattrapée par Camilla, qui l'enlève et la séquestre, la vidant lentement de son sang.
Aznar donne à Do Santo les renseignements sur le lieu où se trouve Drago, livrant ainsi son père aux vampires. Drago est amené devant Don Miguel, qui l'achève en lui enfonçant le poignard des Molina, seule arme à pouvoir les détruire, lui et sa sœur. Sentant le coup porté à son frère, Camilla veut partir l'aider, mais elle est à son tour transpercée avec l'épée des Molina par Vicky, qui a réussi à se libérer.
Entre-temps, le pasteur et la bande d'enfants arrivent à temps pour tuer les vampires. Do Santo se retire devant cette armée, laissant Don Miguel se faire exterminer. Mourant, Drago livre à Aznar ce qui deviendra son destin : l'épingle avec laquelle ils perçaient l'oreille de leur victime.
Do Santo se fait abattre par Aznar alors qu'il tentait de prendre la fuite : personne ne survit à Drago de Molina.
Vicky et Aznar se retrouvent seuls, errant la nuit dans la ville. La fin laisse pourtant supposer qu'ils se retrouveront, Aznar pour rendre à Vicky sa croix, Vicky pour rendre à Aznar son épée...

## Publications
L'éditeur Dargaud publie la première édition en 4 tomes, entre 1998 et 2003 :
1. 1998  (ISBN 2-88257-041-4)[2].
2. 2000  (ISBN 2-87129-295-7)[3].
3. 2001  (ISBN 2-87129-348-1).
4. 2003  (ISBN 2-87129-455-0).

- Je reviendrai (hors-série), 2006  (ISBN 2-87129-851-3).

Une intégrale est proposée en 2009  (ISBN 978-2-505-00684-8).
En 2003, les éditions Imbroglio éditent une version de luxe : deux volumes groupant les 4 tomes et reliés de cuir. Ils sont signées et ont un tirage limité à 699 exemplaires.